# Clairvius Narcisse
 (décembre 2008).
Si vous disposez d'ouvrages ou d'articles de référence ou si vous connaissez des sites web de qualité traitant du thème abordé ici, merci de compléter l'article en donnant les références utiles à sa vérifiabilité et en les liant à la section « Notes et références ».
Clairvius Narcisse (v. 1922 – 1994) est un Haïtien dont la notoriété provient du récit qu'il a fait selon lequel il aurait été transformé en zombie puis libéré par ses ravisseurs. Il aurait fait partie des prétendus morts-vivants qui ont été drogués pendant toute la durée de leur esclavage pour les faire travailler dans des raffineries ou des plantations.

## Récit de la zombification
Clairvius Narcisse aurait été déclaré mort le 2 mai 1962 des suites d'une maladie à l'hôpital Deschapelles à Haïti. Il aurait été enterré le lendemain dans un village près de Lestère (ville du département de l’Artibonite). En 1980, soit 18 ans plus tard, un homme aurait accosté la sœur de Clairvius Narcisse et se serait présenté comme son frère et aurait raconté avoir été victime de zombification de la part d'un bòkò sur commande de son propre frère à la suite d'une affaire d'héritage.
Il aurait raconté qu'après avoir été frotté par une « poudre de zombie », il aurait assisté impuissant à son propre enterrement, déclarant pouvoir voir et entendre mais ni parler, ni ressentir. Après son enterrement, on l'aurait déterré puis forcé à travailler en tant qu'esclave dans une plantation avec d'autres zombies.
Afin de garder leurs esclaves, les exploitants les auraient drogués afin de les conserver dans cet état de « mort-vivant ». Clairvius Narcisse aurait dû sa reprise de conscience 2 ans plus tard à un surveillant qui aurait oublié de lui donner sa dose de drogue journalière.
Il aurait alors erré dans le pays, craignant de croiser son frère, et ce n'est qu'à la mort de ce dernier qu'il se serait décidé à retrouver sa sœur pour lui révéler son identité.

## L'hypothèse de Wade Davis
L'année suivante, un anthropologue canadien, Wade Davis, s'intéressa à ce cas, dans l'idée d'écrire un long reportage (contenu dans le livre Le Serpent et l'Arc-en-ciel). Beaucoup critiquent son travail et le mettent en doute, du fait de ses/leurs convictions, comme il l'explique en détail dans son livre.
Davis suppose que la mort de Narcisse n'a été qu'une apparence, résultant d'une préparation composée d'os humains broyés, divers extraits végétaux, notamment du mucuna dont les graines contiennent la molécule L Dopa utilisé aujourd'hui dans la composition de médicaments pour soigner les parkinsoniens. À cette mixture s'ajoutent divers produits animaux tels des organes de poissons-globes. La toxicité de cette préparation est due à un paralysant puissant qui plonge le corps dans un état de paralysie : la tétrodotoxine. Cette neurotoxine est très active : cinq cents fois plus que le cyanure et cent mille fois plus que la cocaïne. Elle se trouve aussi dans le crapaud des cannes, ainsi que dans le foie et les viscères du poisson-globe, plus connu au Japon sous le nom de fugu. L'initié vaudou placerait alors cette mixture dans les chaussures ou vêtements de la victime afin qu'il imprègne progressivement sa peau et se propage dans le sang. Grâce à l'action des écorces d'albizia, ayant des propriétés savonneuses, souvent ajouté aux autres ingrédients, la vitesse de pénétration du poison s'en trouverait accélérée[réf. nécessaire].
En ce qui concerne la privation de la mémoire et de la volonté ainsi que l'obéissance aveugle aux ordres du sorcier vaudou bokor, Davis et d'autres spécialistes ont avancé au moins trois causes, qui peuvent coexister. Selon la première, la tétrodotoxine pourrait conserver son effet paralysant sur certains circuits du cerveau, même après la reprise de l'activité motrice, de façon à inhiber certaines facultés de l'individu. Selon la deuxième, le bokor aurait fourni ultérieurement des drogues et des hallucinogènes à sa victime pour causer les effets mentionnés ci-dessus. Selon la troisième, de nature psychologique, il faut tenir compte de la considération dont jouit le vaudou dans la vie superstitieuse de la population de Haïti. Des éléments culturels, joints à une forte autosuggestion, auraient fait croire à Narcisse qu'il était vraiment un mort vivant. La suggestion aurait été capable d'empêcher chez la victime une réaction quelconque contre le sortilège dont elle se croyait frappée.
À l'époque, en 1987, le livre de Davis a été porté au cinéma par Wes Craven sous le même nom, Le Serpent et l'Arc-en-ciel.
L'histoire a aussi inspiré le film Zombi Child (2019) de Bertrand Bonello.